# 逸見石
逸見石（へんみいし、henmilite）は、鉱物（ホウ酸塩鉱物）の一種。化学組成は Ca2Cu(OH)4B2(OH)8、結晶系は三斜晶系。

## 産出地
岡山県高梁市の布賀鉱山で発見された日本産新鉱物で、現在のところ、布賀鉱山のみで産出する。

## 性質・特徴
主に藍色～紫色をなし、硬度は2。通常は小さな結晶で産出する。ガラス光沢をもつ。
逸見石は1986年に化学者の中井泉などによって発表された新鉱物で、名前は岡山大学の鉱物学者である逸見吉之助と逸見千代子にちなむ。日本で発見された新鉱物のなかでもひときわ美しい外見を持ち、産出量が少なく極めて珍しいことから有名となった。
2021年、岡山大学や東北大学、東京工業大学からなる研究チームは、逸見石が量子力学的なゆらぎの強い反強磁性体であり、1986年の発表時の報告とは異なる結晶構造を持つことを発見した。